# Федюково (Вологодская область)
Федюково — деревня в Сокольском районе Вологодской области.
Входит в состав Пригородного сельского поселения, с точки зрения административно-территориального деления — в Пригородный сельсовет.
Расстояние по автодороге до районного центра Сокола — 16 км, до центра муниципального образования Литеги — 1 км. Ближайшие населённые пункты — Литега, Кузнецово, Калитино, Коржа.
По данным переписи в 2002 году постоянного населения не было.

## История
В XIX веке входила в Оларевскую волость Вологодского уезда и относилась к православному приходу Спасо-Преображенской Рабангской церкви, располагавшемся в селе Рабангская слобода.
С 1923 года в составе Свердловско-Сухонского района.
С 1928 в составе Свердловской волости Кадниковского уезда.
C 1929 года в составе Свердловского района (2 марта 1932 года район переименован в Соколовский, 1 июня 1932 года - в Сокольский) Вологодского округа Северного края.
С 1936 года в составе Сокольского района Северной области.
С 1937 года, после разделения Северной области, в составе Сокольского района вновь образованной Вологодской области.